# Panajotis Dimitriadis
Panajotis  „Panos“ Dimitriadis (* 12. August 1986 in Stockholm) ist ein schwedischer Fußballspieler griechischer Abstammung.

## Karriere
Dimitriadis begann mit dem Vereinsfußball 1992 in der Nachwuchsabteilung von AIK Solna. Von hier aus wechselte er 199 in den Nachwuchs von Djurgårdens IF Fotbollsförening.
Seine Profikarriere startete er 2007 bei Vasalunds IF und spielte anschließend der Reihe nach für Sandefjord Fotball und IF Brommapojkarna. 2014 kehrte er mit AIK Solna zu jenem Verein zurück bei dessen Nachwuchsabteilung er mit dem Vereinsfußball begonnen hatte.
In der Sommertransferperiode 2015 heuerte Dimitriadis beim türkischen Erstligisten Gençlerbirliği Ankara. Eine Saison später wechselte er zum türkischen Zweitligisten Giresunspor. Nach seinen Stationen in der Türkei schloss er sich zur Saison 2018/19 wieder seinem ehemaligen Verein AIK Solna an.